# Ichneumon pseudomaius
Ichneumon pseudomaius là một loài tò vò trong họ Ichneumonidae.